# Pourpre de Tyr
Pour les articles homonymes, voir Pourpre (homonymie).

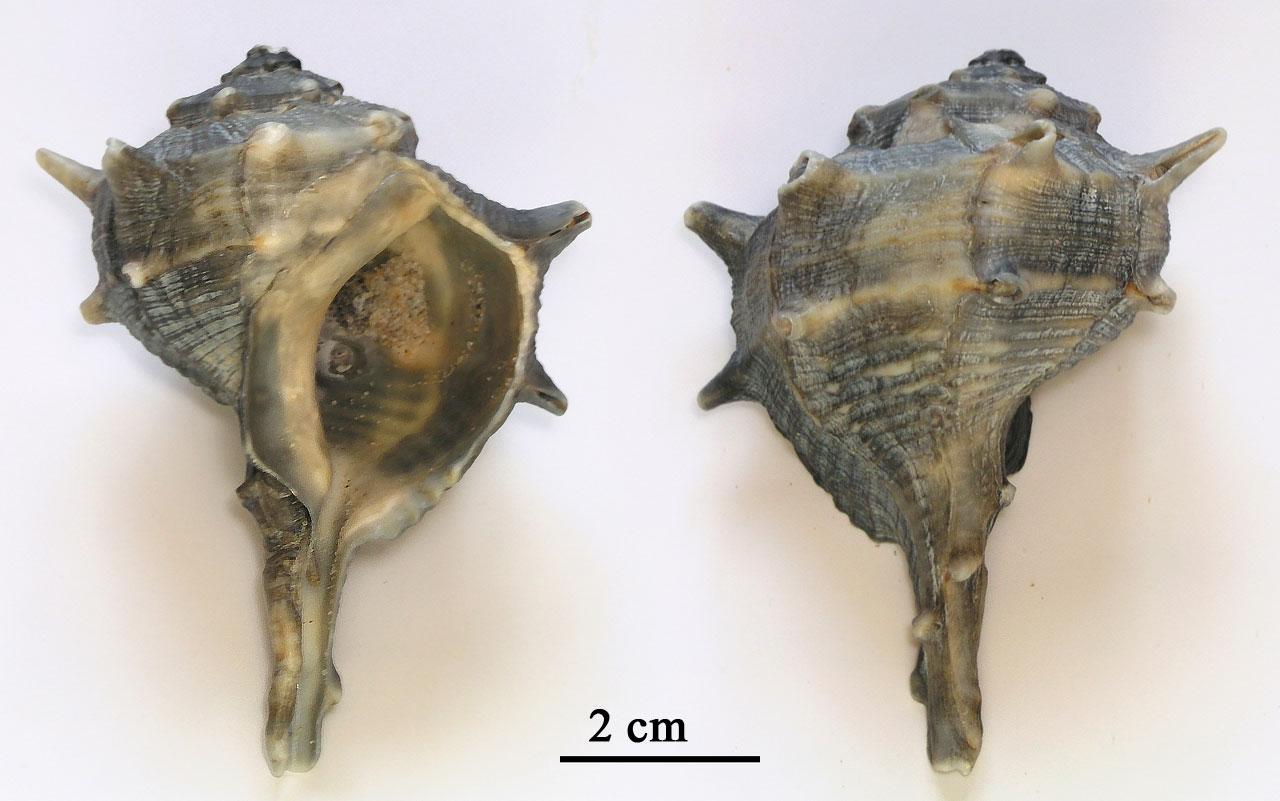
Murex brandaris, coquillage d'où les Phéniciens tiraient probablement leur teinture pourpre de Tyr.

La pourpre de Tyr, aussi appelé pourpre impériale, pourpre royale ou encore pourpre antique, est une teinture rouge violacée dont l'invention est attribuée aux Phéniciens. Tyr (dans l'actuel Liban) était un site de production de pourpre.
Pline l'Ancien écrit : « La pourpre la plus estimée est, en Asie, celle de Tyr ».
Très coûteuse à produire et d'une exceptionnelle solidité, la pourpre de Tyr faisait partie des produits de luxe du monde méditerranéen antique. Les vêtements teints en pourpre étaient réservés à une élite. C'est ainsi qu'elle fut associée au pouvoir magistral et impérial romain et devint un emblème de l'Antiquité. Sa production cessa avec la chute de l'Empire romain au Ve siècle.

## Fabrication
La cité phénicienne de Tyr tirait cette pourpre de gastéropodes appelés murex (c'est-à-dire Murex trunculus, Nucella lapillus, Helix ianthina et surtout Murex brandaris). Sa fabrication difficile la rendait très chère. Selon Pline l'Ancien, « on extrait le précieux liquide des plus grands pourpres, après avoir ôté la coquille ; on écrase les plus petits, vivants, avec leur coquille ; il faut pour cela qu'ils dégorgent leur suc ».
Mais l'Édit de Dioclétien de 301 montre des différences considérables de prix selon les variétés et les procédés de fabrication. Sa production est un monopole impérial au moins pendant la seconde moitié de l'Empire romain, tous les ateliers de Tyr étant dirigés par un représentant du pouvoir.
En 1908, Friedländer dut utiliser 12 000 murex pour produire 1,4 gramme de pigment.
La pourpre de Tyr était obtenue par mélange des extraits cuits de Murex brandaris et de Thais haemostoma, ou en deux bains, dans cet ordre.

## Statut social
Dans la civilisation romaine, le vêtement indique le statut social :
- la largeur de la bande pourpre portée sur la toge,
- la couleur plus ou moins vive des vêtements rouges.

Seuls les imperatores portaient des vêtements entièrement pourpres.

## Origine
Le mythographe Julius Pollux présente dans son Onomasticon l'idée qu'Hercule aurait découvert la pourpre, à partir de serpents sur les côtes du Levant.
On trouve des traces d'emploi de la pourpre royale chez les Minoens de Crète.

## Chimie

le 6,6′-dibromoindigo, principale molécule responsable de la coloration pourpre de Tyr.

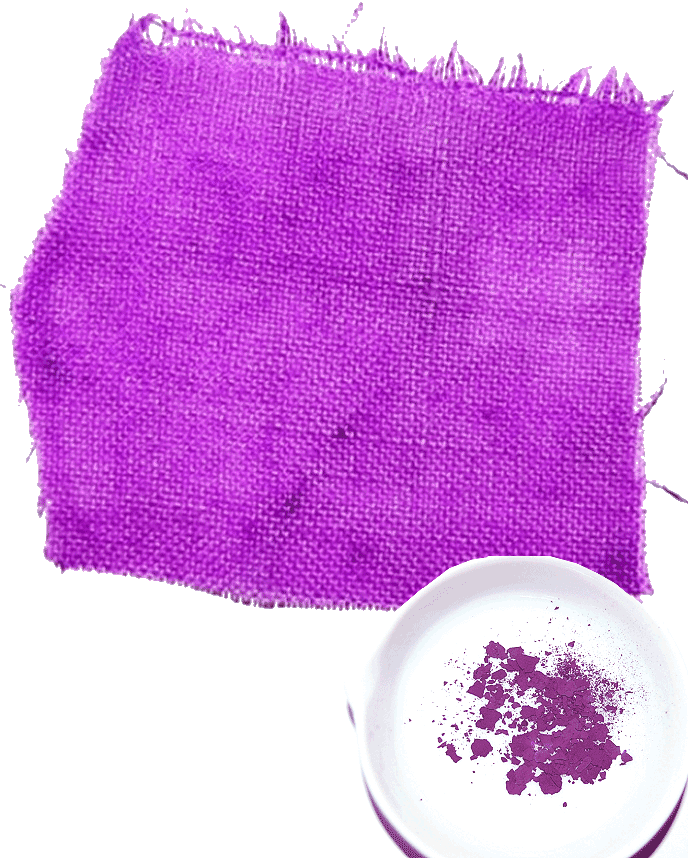
Une petite quantité de dibromoindigo en poudre, et son effet sur une pièce de tissu.

La principale molécule responsable de la coloration pourpre de Tyr est le 6,6′-dibromoindigo, une molécule quasi identique à l'indigotine, molécule responsable de la coloration indigo. Seuls deux atomes de brome différencient les deux molécules. Il est toujours accompagné de son isomère, la dibromoindirubine.
Comme tous les pigments naturels, celui extrait du murex associait en proportions variables plusieurs substances colorantes. La pourpre s'obtenait en plusieurs couleurs allant du rose au violet presque noir. Le Murex trunculus donne ainsi une pourpre tirant vers le bleu.